# THE TOKYO TOWERS

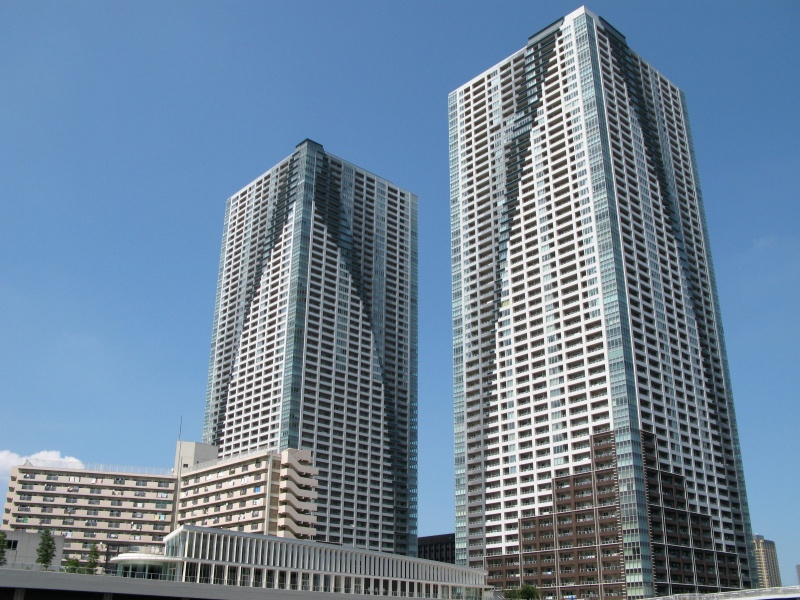

THE TOKYO TOWERS是位於日本東京都中央區勝鬨的一個綜合設施，以兩棟超高層公寓為中心。這兩棟公寓竣工於2008年1月，地上部分58層的住宅樓在竣工時是日本最高的公寓。兩棟公寓在地上2層之3層部分有連接部分。公寓共有2,794戶，其中813戶是出租用住戶。

## 外部連結
- THE TOKYO TOWERS 公式ウェブサイト （页面存档备份，存于） （日語）